# Русский Каран
Русский Каран — село в Мензелинском районе Татарстана. Входит в состав Николаевского сельского поселения.

## География
Находится в восточной части Татарстана на расстоянии приблизительно 21 км на юг по прямой от районного центра города Мензелинск.

## История
Известно с 1731 года как деревня Большой Каряк или Большой Карин, позднее упоминалось и как Старый Каран.

## Население
Постоянных жителей было: в 1795—198, в 1858—567, в 1870—773, в 1884—792, 1897—1039, в 1908—1163, в 1913—1185, в 1920—1025, в 1926—934, в 1938—543, в 1949—406, в 1958—363, в 1970—314, в 1979—216, в 1989—119, в 2002 — 96 (русские 93 %), 87 в 2010.